# Architecture en Égypte antique

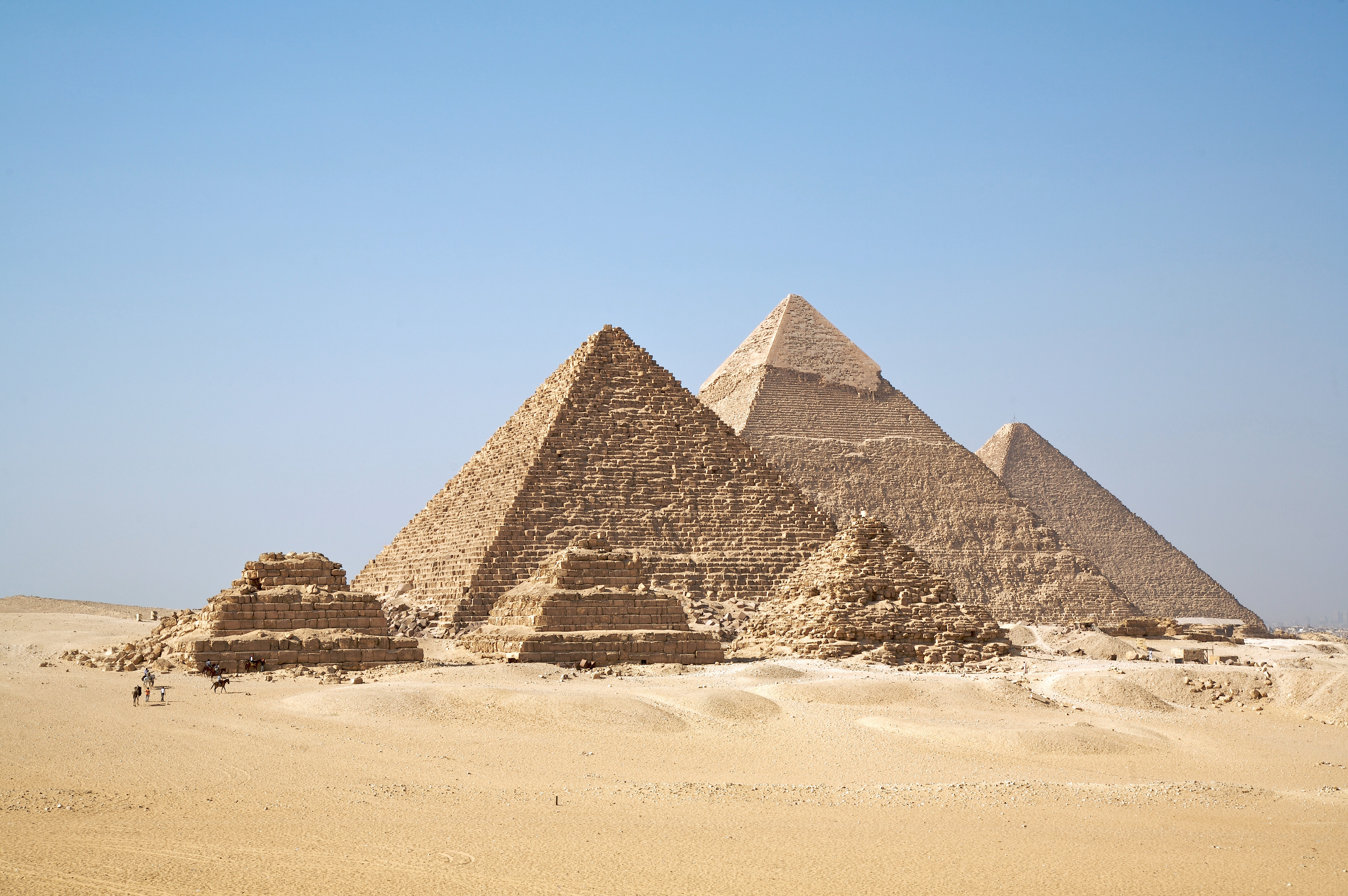
Les pyramides de Gizeh

L'art architectural de l'Égypte antique désigne les pratiques architecturales qui avaient cours pendant plus de trois millénaires de cette période. Cette durée particulièrement longue invite à considérer non pas une architecture, mais des architectures égyptiennes, dont les différences sont à la fois imputables aux évolutions technologiques de cette civilisation et aux aléas historiques multiples. Bien que les vestiges conservés soient à dominante cultuelle et funéraire, les habitations ou constructions utilitaires ont un intérêt architectural certain.
Bien que les influences culturelles et mythologiques soient lisibles dans cette architecture, elle correspond avant tout à des réponses pragmatiques aux problèmes posés par l'environnement, la technique et les matériaux utilisés par les anciens égyptiens. Les connaissances scientifiques des bâtisseurs égyptiens, dans la plupart des cas purement expérimentales, ont permis de construire tout en tenant compte des propriétés réelles ou supposées des matériaux utilisés.
Même si l'Histoire nous a laissé quelques noms d'architectes de l'époque, il est très difficile - voire impossible -, de faire correspondre à certaines constructions un architecte, et encore plus difficile de connaître quelles étaient leurs prérogatives.

## Matériaux et ressources
L'architecture pratiquée par les anciens Égyptiens est fortement tributaire des différents matériaux utilisés. On a souvent insisté sur le fait que la pierre était un matériau réservé à l'édification des temples et édifices royaux, pourtant, bien que son emploi soit marginal, elle est également utilisée dans l'architecture citadine comme seuil de porte, base de colonnes, etc. La brique, quant à elle, était le matériau de prédilection pour l'ensemble des constructions qui n'étaient pas a priori destinées pour durer (ainsi l'érosion fait qu'il n'existe que très rarement des vestiges de l'architecture civile comme à Amarna, protégée de l'érosion, car recouverte par les sables), mais également pour la construction d'échafaudages et de rampes, accompagnant l'ensemble du processus d'édification.

### Pierres

#### Le grès
L'emploi du grès pour la construction tend à se généraliser sous la XVIIIe dynastie et restera le matériau de construction le plus employé jusqu'à la fin de la domination romaine. Il est extrait des carrières du Gebel Silsileh, à 160 kilomètres au sud de Louxor. Il est employé, dans l'architecture cultuelle, pour tout type de structure.

#### Le calcaire
Massivement employé pendant l'Ancien et le Moyen Empire, le calcaire est remplacé par le grès après la XVIIIe dynastie. Les lieux d'exploitation principaux du calcaire égyptien sont : Tourah, Ma'asara, toutes deux situées au sud du Caire, Al-Minya en Moyenne-Égypte, Cheikh Abd el-Gournah et El-Dibabiya dans les environs de Thèbes. Le calcaire utilisé dans les constructions fut bien souvent utilisé comme pierre à chaux à partir de l'époque romaine, expliquant l'état de délabrement, voire la disparition complète, des monuments construits avec ce matériau.

#### La calcite
La calcite est souvent appelée albâtre, à tort. L'aspect translucide de ce matériau, ainsi que sa fragilité toute particulière, en a limité l'utilisation à des parties particulières du temple. Elle est extraite des carrières de l'ouadi Gerrawi, de Beni Suef ou de Beni Hassan.

#### Le granite rose
La dureté du granite lui a valu une utilisation massive comme seuil de portes ou obélisques. Son utilisation est également fréquente pour la statuaire. Les sources de granite rose sont principalement Assouan jusqu'à l'époque romaine, puis les carrières du Mons Claudianus.

#### Le quartzite
Le quartzite est une pierre principalement utilisée pour la statuaire ou de gros éléments comme les piliers. Le seul monument connu entièrement réalisé en quartzite est la Chapelle rouge d'Hatchepsout. Cette pierre est extraite des carrières du Gebel Ahmar, près du Caire et à proximité d'Assouan.

#### La pierre de Bekhen
La métapélite est souvent appelée grauwacke, silstone ou schiste vert et n'est utilisée que pour des ouvrages monolithiques comme statues ou sphinx. Elle est extraite du Ouadi Hammamat.

### Autres matériaux
Briques en argile dites briques crues.

## Architecture cultuelle

### Les origines
Les premiers lieux de culte de l'Égypte antique semblent être de simples alignements de pierres ayant quelques rapports avec l'observation des cycles solaires. De tels alignements ont été retrouvés à Nabta et dateraient de 6000 à 6500 ans avant notre ère. 
D'autres découvertes dans des sites plus récents montrent une évolution de l'architecture vers -3500. D'après les vestiges de Hiérakonpolis, il semble en effet que les premiers sanctuaires égyptiens aient été réalisés à l'aide de bois. Déjà, les principaux symboles comme les oriflammes étaient présents.

### L'évolution pendant les premières dynasties

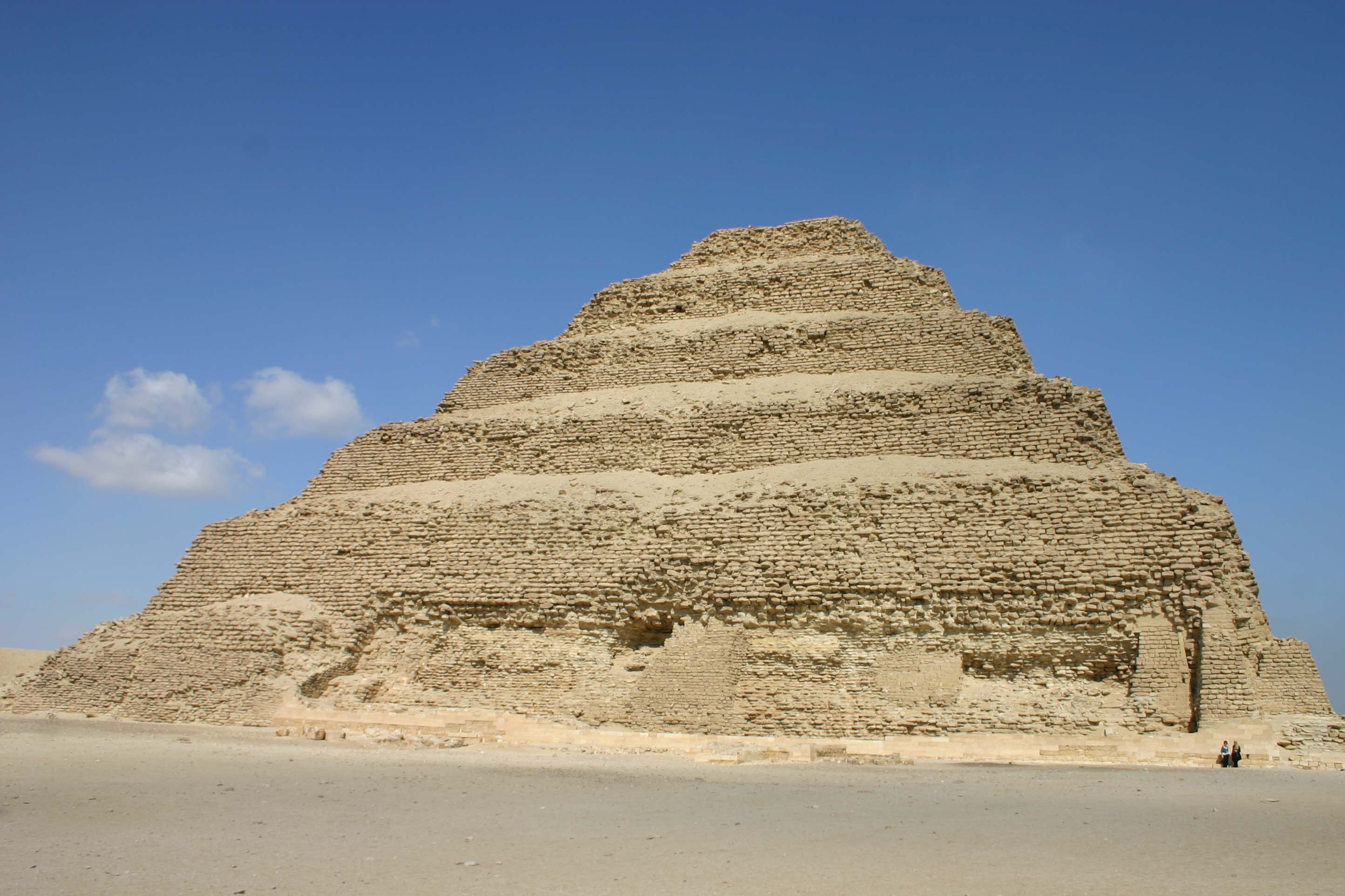
Le complexe pyramidal de Djéser à Saqqarah

L'observation des premiers complexes funéraires d'Abydos ou de celui de Djéser à Saqqarah permettent de restituer l'organisation générale des temples des premières dynasties. En règle générale, une enceinte rectangulaire est percée de portes à l'extrémité d'un de ses côtés, par lesquelles on accède au complexe. Cette structure est bien visible à Saqqarah, au complexe de Djéser.

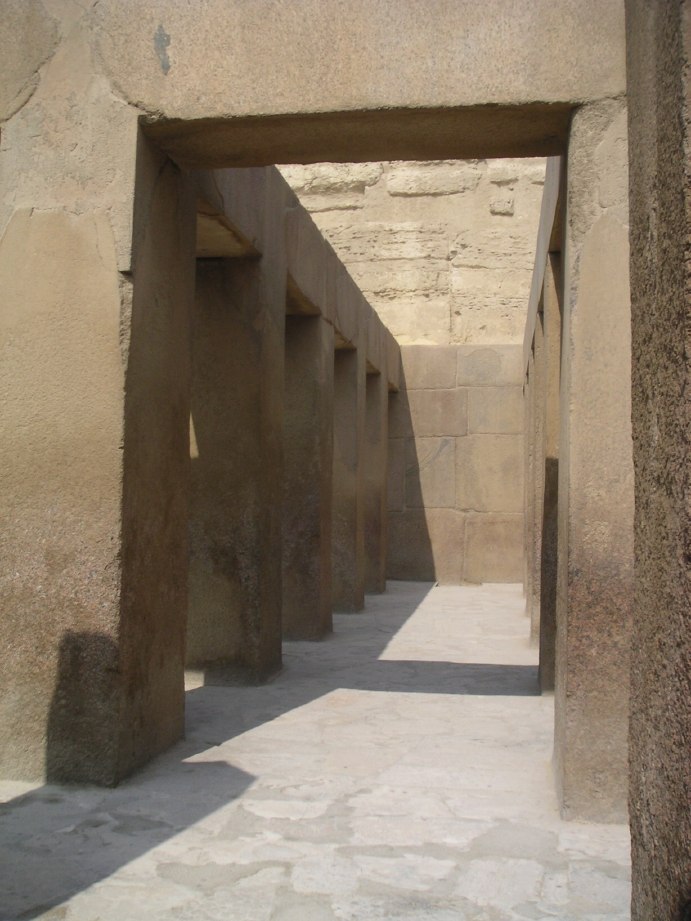
Le temple bas de Khéphren à Gizeh

C'est grâce aux complexes funéraires que l'on peut retracer l'évolution de l'architecture des temples égyptiens. Effectivement, agrandissements et remplacements des premiers temples par des souverains plus tardifs rendront les observations directes de monuments très anciens rares.
Quoi qu'il en soit, un important changement a lieu pendant cette période : les constructions qui autrefois se faisaient en briques crues se font alors en pierre de taille. Les blocs du complexe funéraire de Djéser sont relativement petits et rappellent la période de transition entre la maîtrise des gros volumes de pierres et celle des petits volumes de briques. Il est probable que cette modification se soit faite après la prise de conscience des Égyptiens de la fragilité des briques non cuites et l'affirmation d'une religion dans laquelle la conservation du corps pour l'éternité est une des composantes importantes.
Une fois le principe de la pyramide adopté par les souverains égyptiens comme monument funéraire, les techniques de construction se modifient et les Égyptiens de l'époque apprennent alors à manier de plus gros volumes. Si ces volumes se retrouvent très bien dans les dalles des chambres de décharge de la pyramide de Khéops, mais également dans les voûtes de soutien des pyramides à texte, ils n'y sont pas moins présents dans les temples proprement dits. Ainsi, les temples bas et haut de la pyramide de Khéphren sont-ils faits d'énormes monolithes en guise de piliers.

### Le Moyen Empire ou l'élaboration de l'élégance

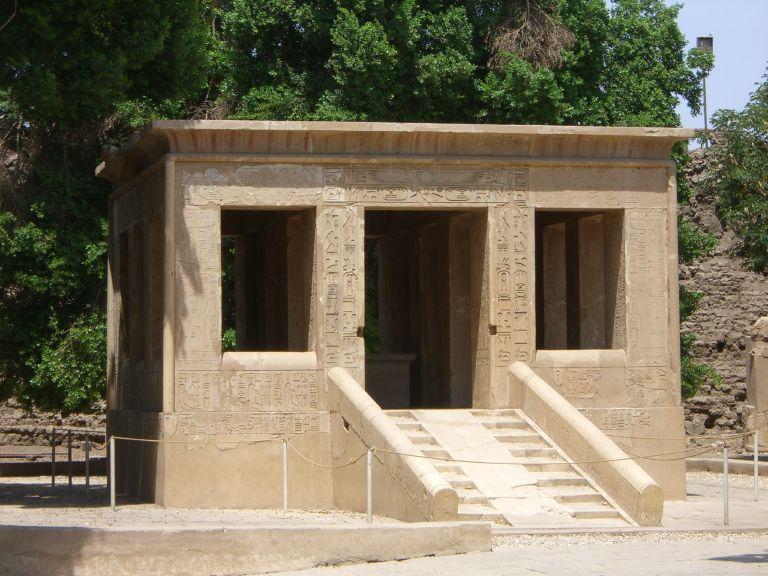
Le reposoir de la barque ou Chapelle blanche de Sésostris Ier

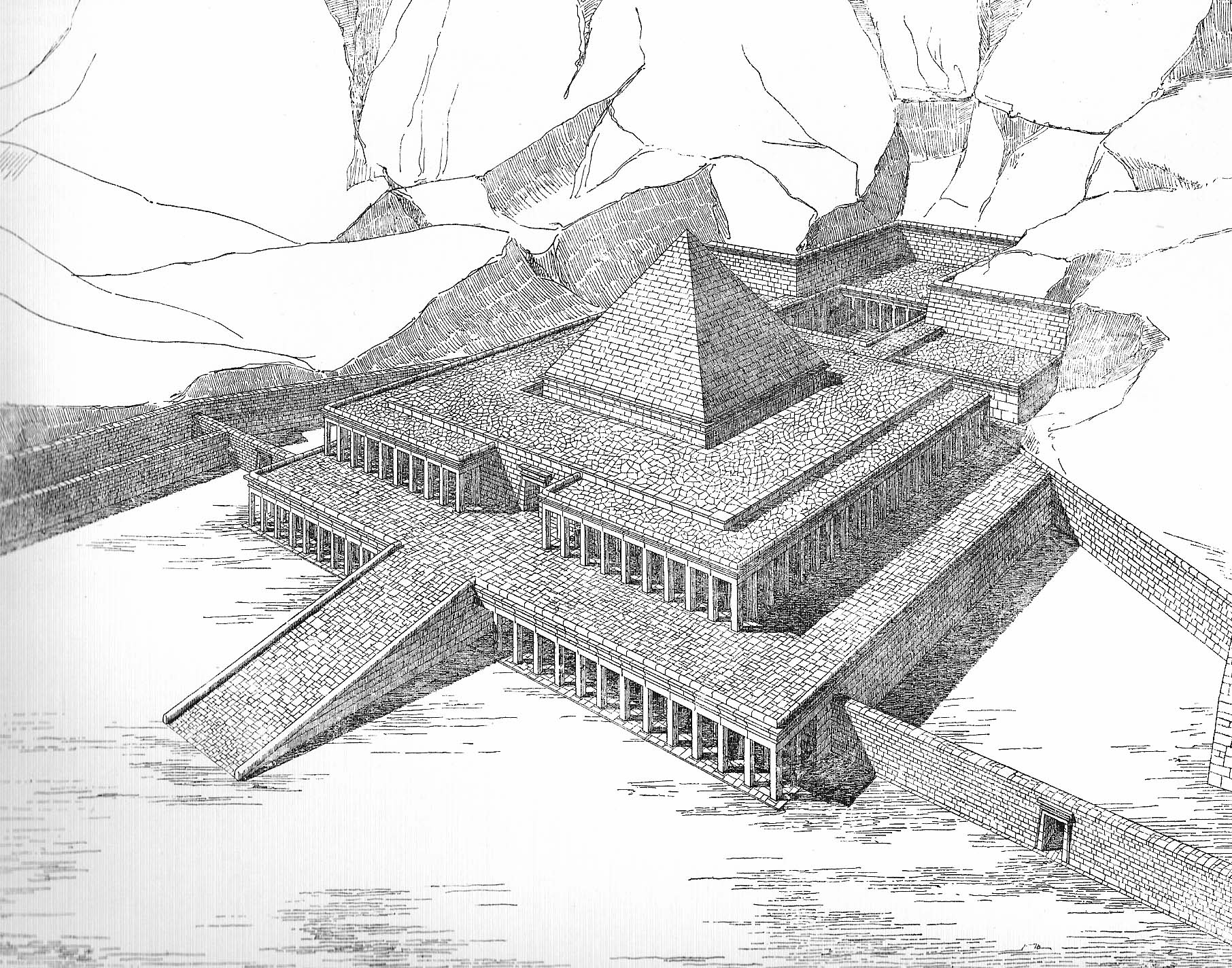
Temple de Montouhotep II à Deir el-Bahari

Comme l'art de l'époque, la construction du Moyen Empire atteint des sommets. Sous Sésostris Ier, le temple prend une forme plus rigoureuse, marquée par la symétrie par rapport à l'axe principal de l'édifice. La chapelle blanche est sans doute l'exemple absolu de l'architecture cultuelle de l'époque, grâce à la finesse de sa décoration et de son architecture. L'époque n'en est pas moins ouverte à de nouvelles formes, comme le complexe mortuaire de Montouhotep II à Deir el-Bahari qui voit l'apparition des colonnades et du plan incliné, ainsi que la création des premiers spéos. Globalement, les portiques se généralisent puisqu'on en retrouve d'une part à Deir el-Bahari, mais également à Karnak.
C'est également pendant cette période que le temple de Karnak prend de l'importance puisqu'on y retrouve de nombreuses constructions, notamment les fondements du temple actuel, préparant ainsi le terrain aux souverains du Nouvel Empire qui feront de Karnak leur principal lieu de travaux.
Cette période de mutations s'éteint dans les troubles, mais prépare à l'éclat du Nouvel Empire.

### Le Nouvel Empire
Étant une période de prospérité, le Nouvel Empire permet aux souverains de se consacrer à la construction de temples et de monuments. Le chantier de prédilection de ces souverains est sans aucun doute Karnak, qui sera agrandi durant presque toute cette période. D'un point de vue architectural, on assiste à l'élaboration du temple type comprenant : 
- un pylône, déjà utilisé dans les complexes funéraires de l'Ancien Empire[13], dont la façade est ornée d'oriflammes et précédée ou non par :
  - une paire d'obélisques
  - un dromos
- une cour péristyle
- une salle hypostyle
- un reposoir de la barque
- un sanctuaire ou Naos
- des dépendances, à savoir :
  - entrepôts
  - habitations des prêtres
  - greniers, etc.

La domination de l'Égypte se faisant de plus en plus importante en Nubie, de nouveaux monuments y sont construits. En Égypte même, de nouvelles techniques de construction apparaissent, puisque la chapelle rouge est le premier exemple de bâtiment préfabriqué de l'histoire,. Les spéos sont de plus en plus présents pendant cette période.

#### L'épisode amarnien
La période amarnienne voit se construire des temples d'un type différent. Contrairement aux temples classiques où la plupart des pièces sont couvertes, le temple amarnien est presque intégralement à ciel ouvert,. De plus, afin de construire rapidement de grands monuments, ce sont des pierres de petite taille qui sont utilisées pour la construction : les talatates.
Organisés principalement autour d'autels, en raison des particularités du culte d'Aton, les temples amarniens tels que la « Maison du disque solaire à Akhetaton » prennent des dimensions impressionnantes compte tenu du temps réduit de leur construction. Les autels étaient répartis dans des « enclos » de taille variable, mais toujours à ciel ouvert. 
Un style particulier de porte se généralise également pendant cette période : des portes dont le linteau est composé de deux parties disjointes.

#### L'époque ramesside
Particularisée par l'importance du nom Ramsès parmi les souverains, cette période est extrêmement importante du point de vue architectural. Bien que le pouvoir politique tente d'effacer toutes les traces de l'épisode amarnien, les constructions, et notamment le registre iconographique, en gardent de nombreuses traces. Les grands chantiers se concentrent alors à Thèbes où les nombreux temples funéraires font de la rive ouest un ensemble architectural important, tandis que Karnak reçoit toujours les agrandissements successifs des différents souverains. Abydos également, avec le temple de Séthi Ier, lieu de culte osirien, est un excellent exemple de la beauté des créations ramessides. 
L'archétype du temple égyptien d'époque ramesside est le temple de Khonsou à Karnak. La rigueur de la construction, et notamment de l'agencement, est également omniprésente dans les temples funéraires de cette époque. Lieux de culte divin avant tout, ces monuments suivent les règles, qui semblent alors immuables, de l'architecture du temple de cette époque. Le temple est alors bien souvent accompagné d'un palais, dont le rôle n'est pas encore bien précis.

### L'influence grecque

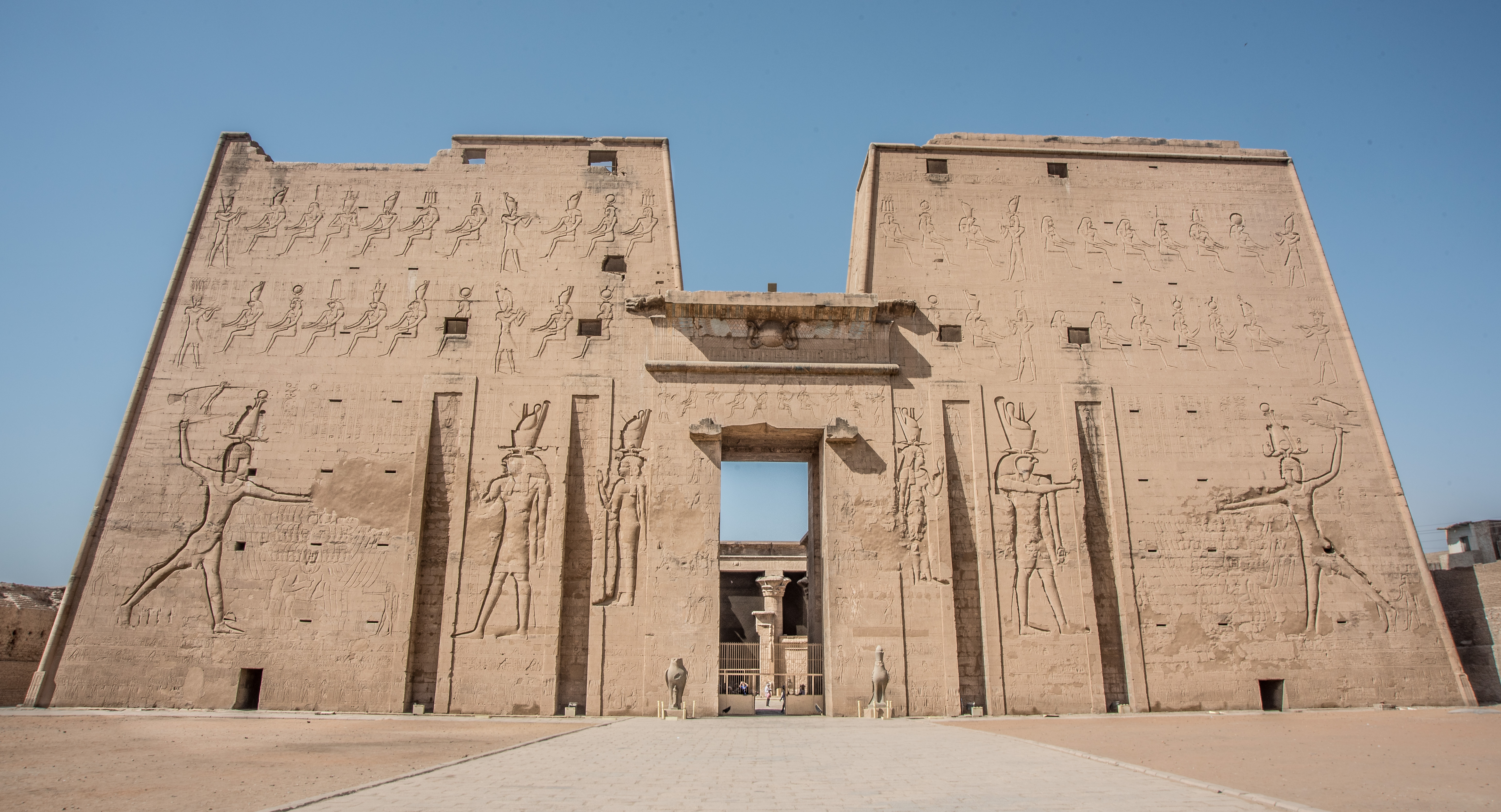
Le temple d'Edfou, archétype du temple ptolémaïque

Dès la première moitié du IIIe siècle avant notre ère, sous les deux premiers Ptolémées, l'Égypte se couvre de magnifiques monuments. Particulièrement Alexandrie qui prend l’aspect qu’elle va conserver jusqu'à la fin de l’Antiquité, avec ses jardins et ses monuments de conception grecque : palais royal sur la mer, musée et bibliothèque, Sôma (tombeau d’Alexandre le Grand), Sérapéum (temple consacré au dieu gréco-égyptien Sarapis), temple d’Isis, marchés, théâtre et surtout le célèbre phare, tour élevée par Sostrate de Cnide sur l’île de Pharos, qui a donné son nom à ce type de monument.
Même les temples, construits selon les modèles traditionnels, subissent des modifications de détail, mais, contrairement au style alexandrin, seront construits selon les règles égyptiennes. C’est à cette époque qu’apparaissent les mammisi comme monuments indépendants, que les chapiteaux de colonnes se multiplient à l’infini dans leurs décors et s’alourdissent et que se multiplient les murs d'entrecolonnement. 
Le plan du temple ptolémaïque est ainsi légèrement différent de celui du Moyen Empire.
Autour d'un naos se répartissent différentes salles de culte ou salles permettant le stockage de denrées diverses auxquelles on accède par un couloir. Suit une salle d'offrande faisant la transition avec les salles hypostyles dont la première est dotée d'un nouveau système de claustras. L'illumination ne se fait plus alors par le centre de la salle comme c'est le cas à Karnak, mais par la face de l'entrée, grâce aux murs d'entrecolonnement. L'ensemble de l'édifice ainsi défini est englobé dans une enceinte précédée d'un pylône. Edfou, Dendérah et Kôm Ombo sont les meilleurs exemples de cette architecture.

## Architecture funéraire

### La tombe prédynastique: Nagada
La période de Nagada est antérieure à celle des premiers rois d’Égypte. L’inhumation était alors pratiquée dans une fosse circulaire, ovale ou rectangulaire creusée dans le sable. Le corps est déposé en position fœtale, la tête au sud, le visage vers l’ouest. Il semble que le corps n’ait pas été momifié à cette époque, mais que le sable ait agi naturellement dans ce sens.

### Le mastaba de l'Ancien Empire
| M17 | D36 · O24 |

| M17 | D36 · O24 |

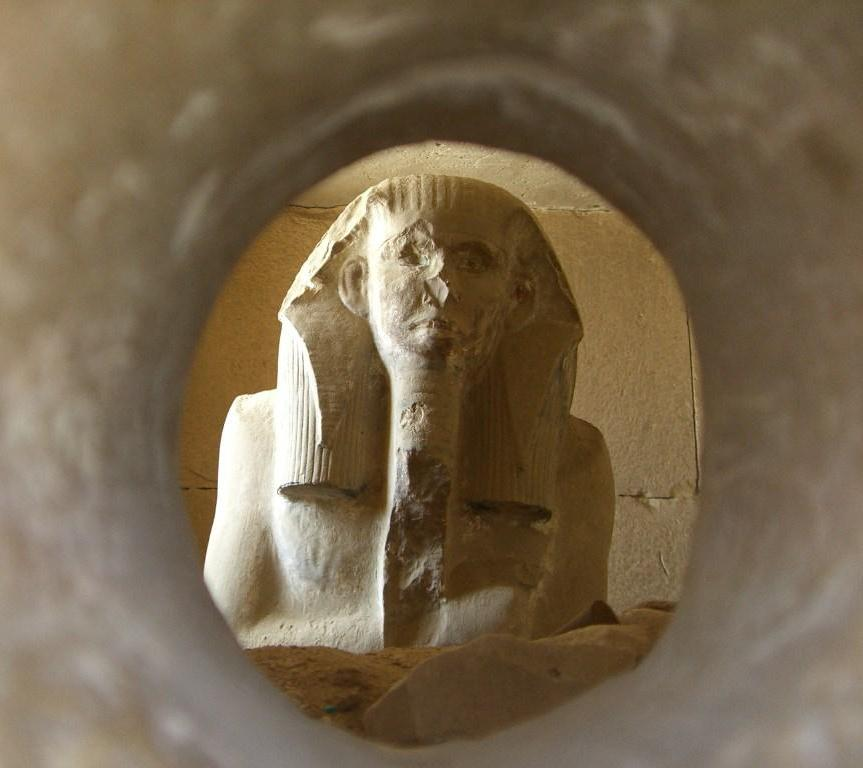
Djéser au travers d'un des trous du serdab de Saqqarah

La tombe, qu’elle soit royale ou civile, évolue vers une forme architecturale plus développée. Effectivement, on ne creuse plus uniquement, mais on construit également une structure en pierre au-dessus du caveau funéraire. Le mastaba montre l’évolution des croyances funéraires puisque la momie est maintenant protégée par une structure de briques dans un premier temps, puis de pierres.
Le mastaba est un bâtiment quadrangulaire aux pentes légèrement inclinées et au toit plat. À l'intérieur du mastaba sont construites de nombreuses pièces à vocations différentes. Cependant, la partie la plus importante est le serdab où était placée une statue du Ka et qui ne communiquait avec le reste du mastaba que par deux trous creusés dans un mur.
L’accès au caveau s’effectue par un puits creusé dans le toit qui descend en profondeur jusqu’au caveau funéraire, creusé dans la roche.
Tandis que le tombeau royal évolue, le mastaba restera encore longtemps utilisé comme tombe de noble.

### La pyramide
| U23 | G17 · D21 | O24 |

| U23 | G17 · D21 | O24 |

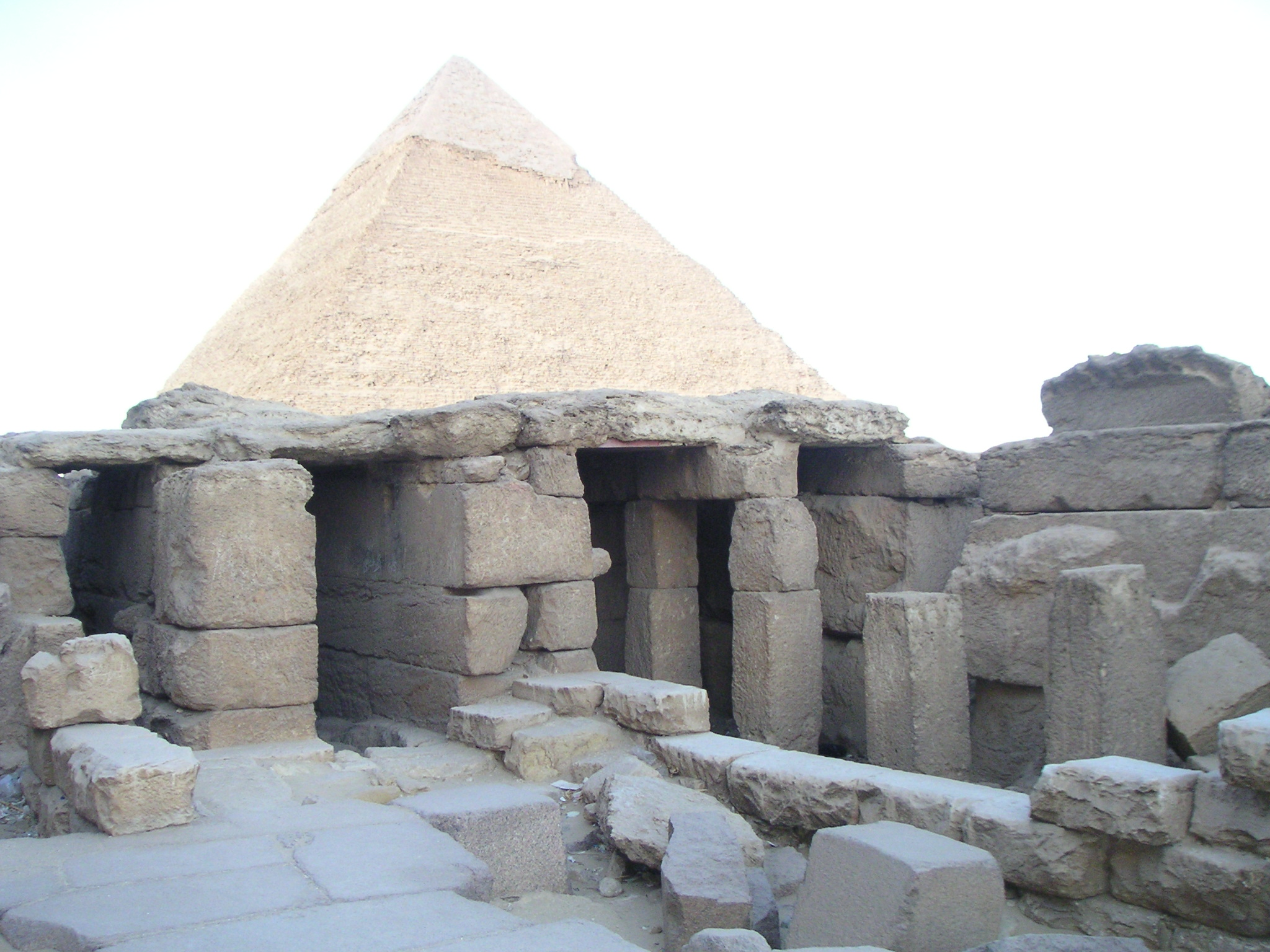
Le temple bas de Mykérinos avec vue sur la pyramide de Khéphren.

C’est à Djéser et à Imhotep que l’on doit la première pyramide égyptienne constituée par la superposition de plusieurs mastabas.
À cette même époque naît l'idée du complexe funéraire composé d’une multitude de pièces, puits, etc. dans le but de célébrer un culte au roi défunt.
Plus tard les degrés des pyramides sont recouverts d’un revêtement lisse de calcaire qui donne à la pyramide sa forme caractéristique. La chambre funéraire est alors généralement au centre de la pyramide et on y accède par un couloir, montant ou descendant selon les cas, bouché au moment de l’enterrement du souverain par des dalles de granite.
Le complexe funéraire est modifié : il est créé un temple haut accolé à la pyramide et un temple bas qui donne sur le fleuve tous deux reliés par une rampe couverte.

### Les tombes royales de la vallée des Rois

Plan de la tombe de Toutânkhamon dans la vallée des Rois.

Alors que le pouvoir se déplace de Memphis vers Thèbes, les pharaons décident de faire creuser, et non plus bâtir, leur tombe dans la vallée des Rois à l'abri sous la pyramide naturelle que dessine la montagne thébaine, et de séparer la tombe du complexe de culte funéraire. 
Le plan de base des hypogées est simple, il comprend : 
- un long couloir entrecoupé d’escalier
- une salle avec puits rituel
- un vestibule
- une descenderie
- une chambre funéraire
- des annexes réparties autour de différentes pièces.

Néanmoins, ce plan n'est pas figé et autorise des modifications, comme c'est le cas, par exemple, pour la tombe de Toutânkhamon (à gauche).

## Architecture militaire

### Les forteresses nubiennes

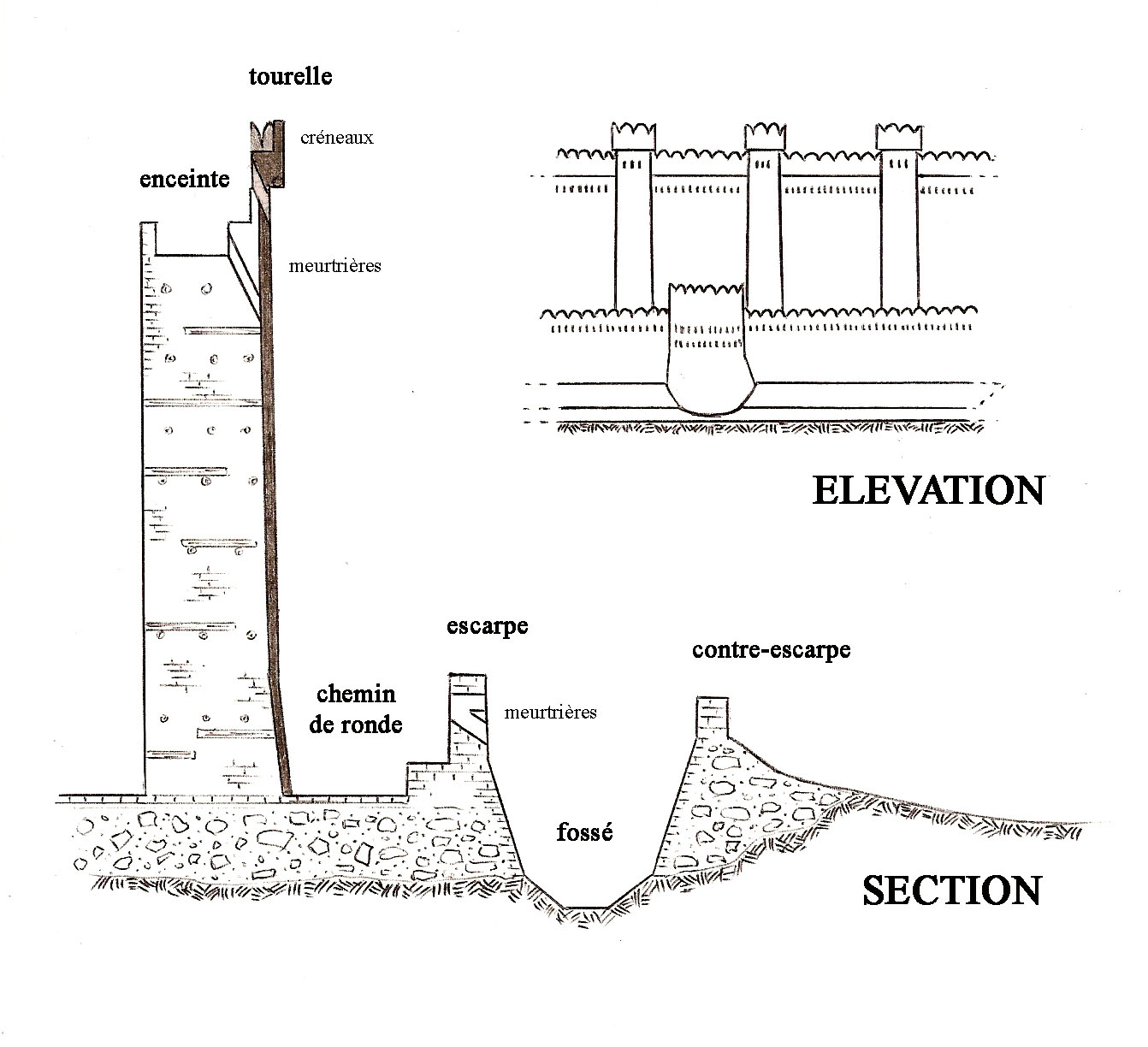
Coupe et élévation d'une partie de l'enceinte d'une forteresse nubienne.

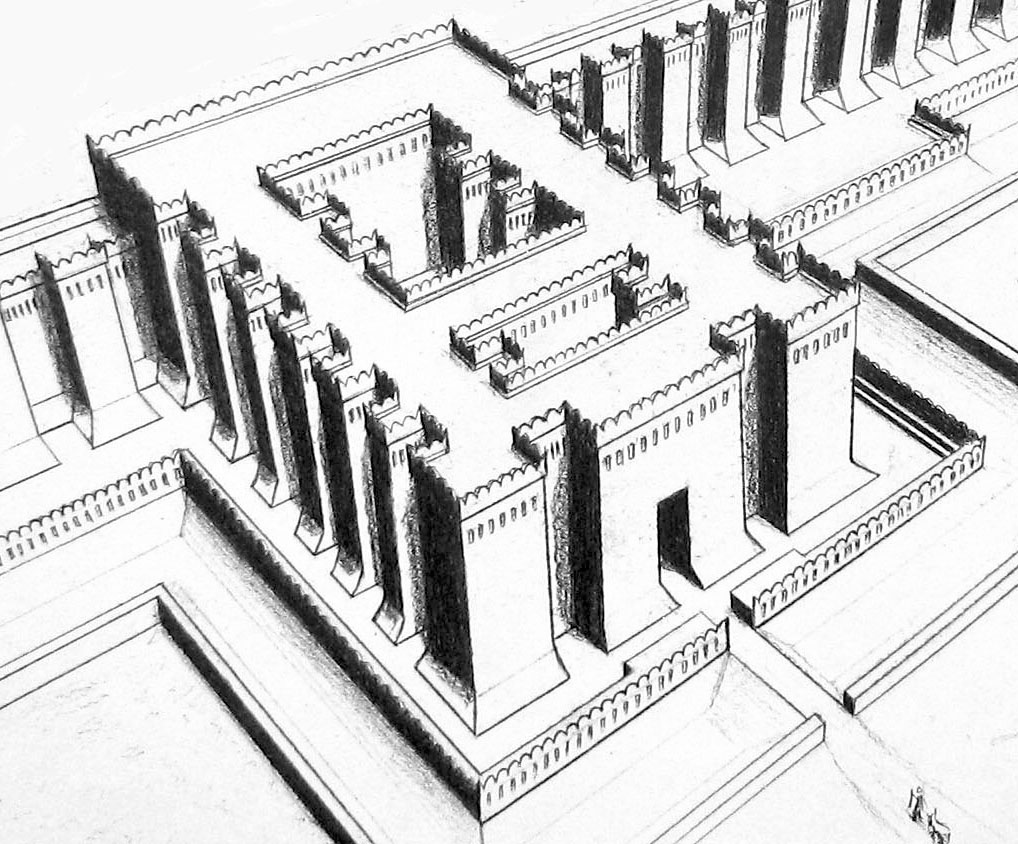
Porte de forteresse égyptienne

Il reste quelques traces des constructions militaires de l'Égypte antique, notamment en ce qui concerne les forteresses nubiennes construites afin de protéger l'Égypte de l'invasion nubienne. Bouhen, par exemple, est un exemple de ces forteresses qui jalonnent le Nil et qui furent construites dès les premières dynasties, même si elles furent pour la plupart agrandies ou construites sous les règnes des Sésostris, au Moyen Empire.
Les vestiges nous permettent de constater que, comme dans l'architecture cultuelle, les Égyptiens n'étaient pas en reste.
On distingue parfaitement sur ce schéma (à gauche) les principes qui seront repris plus tard dans les châteaux forts, notamment concernant la présence d'une double enceinte de hauteur différente et du fossé, mais également du chemin de ronde. 

### L'architecture militaire dans les monuments

#### L'exemple de Médinet Habou

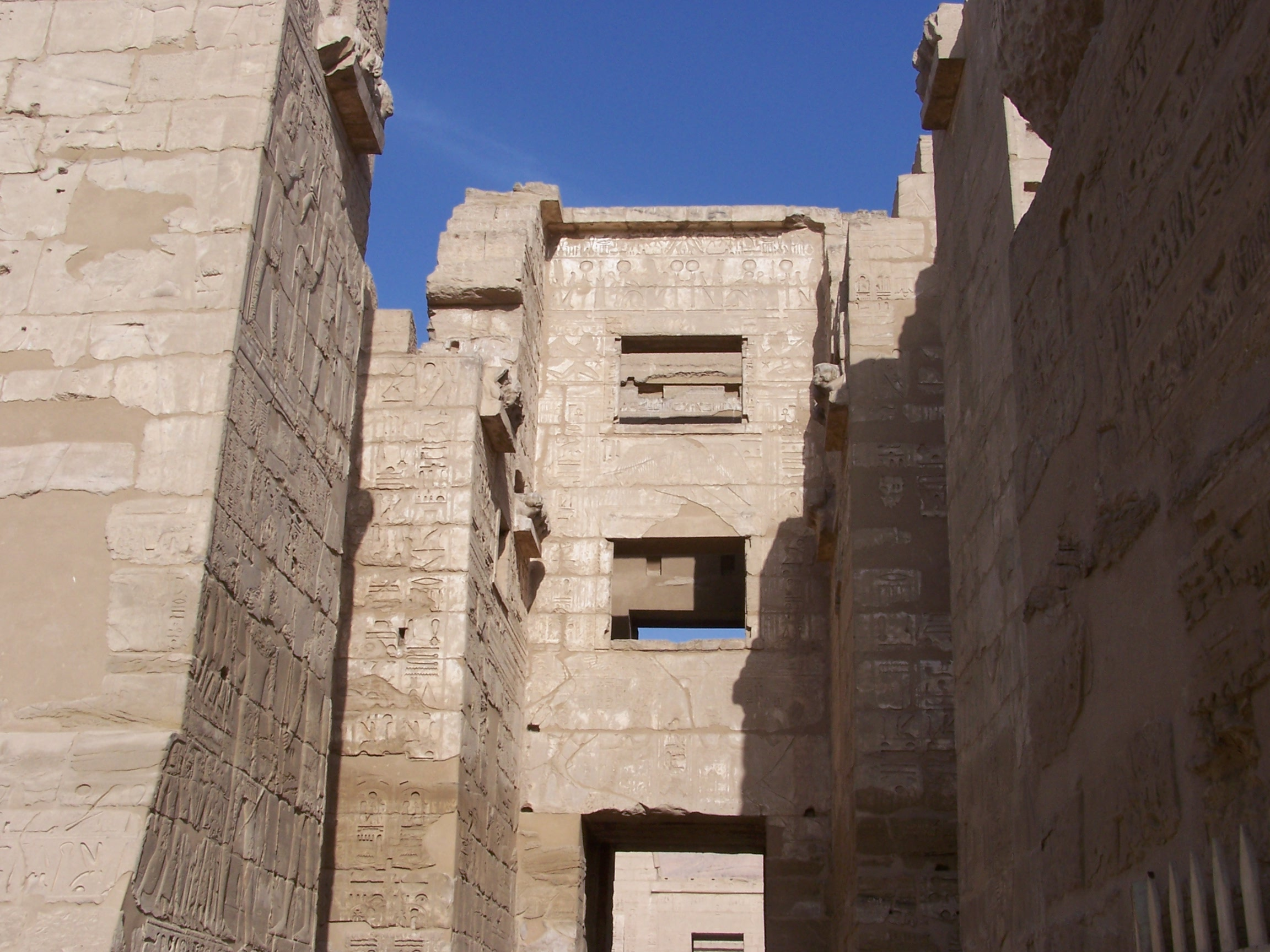
Migdol du temple de Médinet Habou.

Construit par Ramsès III, le temple funéraire de Médinet Habou se démarque d'une part par son très bon état de conservation, mais également par la particularité de sa structure. En effet, son mur d'enceinte est conçu comme celui d'une forteresse. Ainsi, un bas mur d'enceinte de briques et de pierre précède un haut mur de brique qui faisait le tour du temple. 
Plus intéressante encore est la présence d'un migdol, porte fortifiée asiatique, qui forme l'entrée du complexe. Ayant une forme de « U », la structure est occupée par des appartements de détente, mais on est en droit d'imaginer que la structure de ces portes en « situation réelle » devait être à peu de chose près identique. 

#### Le complexe funéraire de Djéser

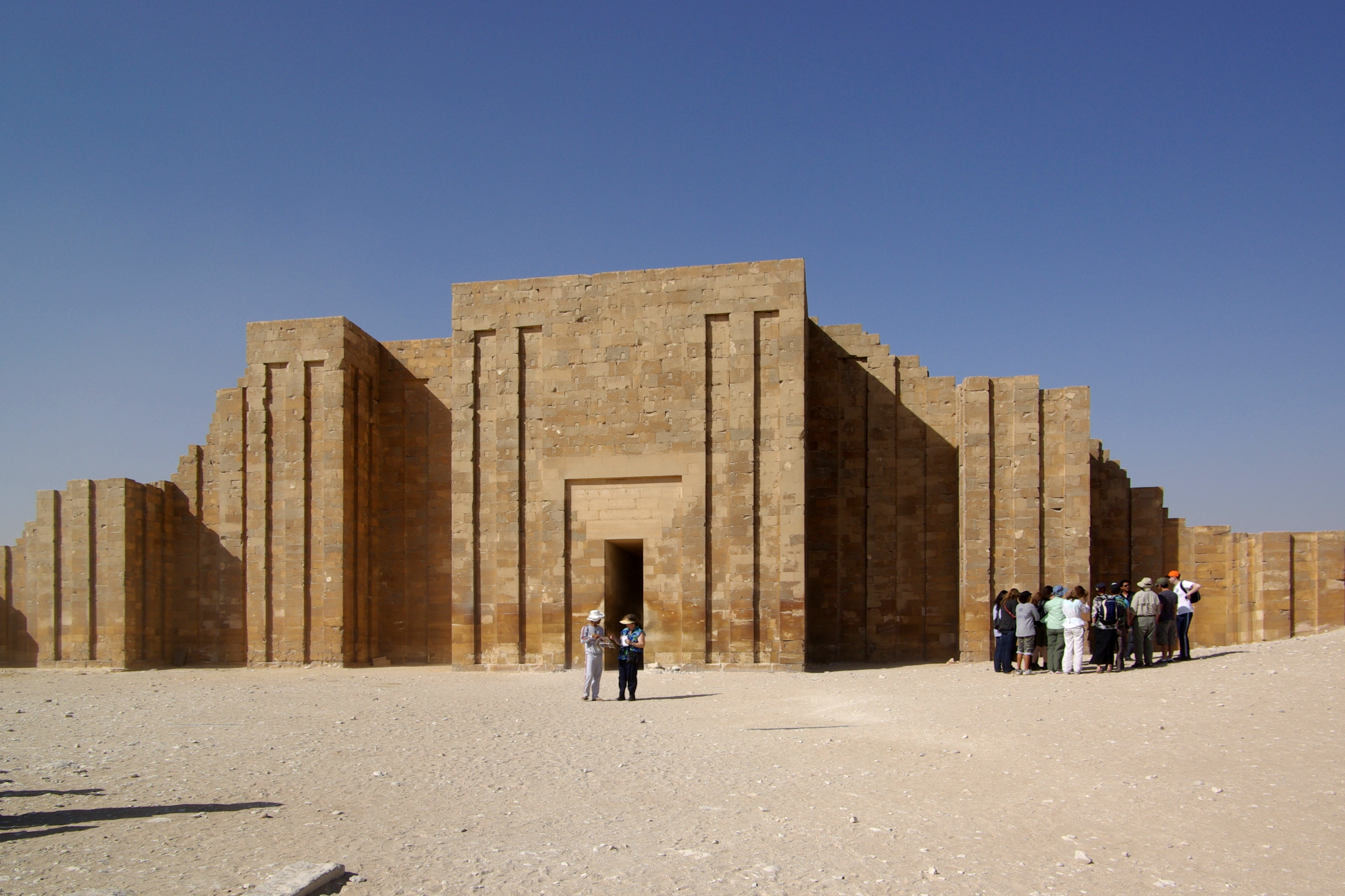
Mur d'enceinte du complexe de Djéser à Saqqarah.

La pyramide du roi Djéser est entourée d'un mur d'enceinte rappelant celui des forteresses égyptiennes. On y observe une organisation à redans caractéristique. Il est probable également que ce mur soit la représentation de celui qui entourait Memphis dès les premières dynasties et qui fut probablement, ou en tout cas selon la tradition, fondé par Narmer-Ménès. 
Ces deux exemples permettent de se faire une idée des dimensions et des méthodes de l'architecture militaire de l'ancienne Égypte grâce aux monuments qui s'en sont inspirés... non sans raison théologique, d'ailleurs.

## Éléments architecturaux

### Éléments de soutien

#### Murs
| M17 | K1 · N35 | D58 | O36 |

| M17 | K1 · N35 | D58 | O36 |

Traditionnellement de fondations sommaires consistant en des tranchées remplies de sable, les murs étaient construits par accrétion successive de couches de pierres, entourée d'un échafaudage de briques crues. Une fois le mur entièrement monté, on pouvait procéder au polissage des pierres pour leur donner l'aspect lisse et régulier qu'on leur connaît. Le mortier était peu utilisé dans la construction de murs, et les Égyptiens lui préféraient la mise en place de coins pour joindre deux blocs de façon plus « mécanique ». 
Les Égyptiens connaissaient plusieurs méthodes d'agencement des blocs au sein d'un mur et prenaient généralement soin de ne pas superposer deux joints.

#### Colonnes
| O28 | Z1 |

| O28 | Z1 |

Les Égyptiens ont été les premiers à utiliser des colonnes. La plupart de leurs constructions étaient en toiture plate, soutenues par des colonnes. La plupart du temps, ces colonnes étaient gravées ; elles racontaient une histoire. Les sculptures étaient réalisées avec des outils en cuivre.
Les colonnes étaient réalisées pour la plupart en blocs de granite empilés. Ils utilisaient plus de colonnes que le poids du plafond en nécessitait : les historiens de l'architecture nomment cette particularité la stylophilie.
De forme particulière, les colonnes égyptiennes présentent un socle arrondi vers le haut, un fût représentant une tige florale plus ou moins stylisée et un chapiteau. Cependant d'autres types existent, comme les colonnes fasciculées, aux nombreuses faces. 
On distingue plusieurs types de chapiteaux :
- le chapiteau palmiforme est, comme son nom l'indique, à forme de palmes qui s'élargissent en hauteur, utilisé dès les premières dynasties, il subsiste jusque pendant la période ptolémaïque ;
- le chapiteau lotiforme, en forme de lotus ;
- le chapiteau papyriforme ouvert représente une fleur de papyrus à bouton ouvert, son utilisation n'est certes pas anodine, puisqu'elle caractérise les lieux avec suffisamment de lumière (cours, claustras des salles hypostyles) ;
- le chapiteau papyriforme fermé représente un bouton de papyrus fermé et est plus généralement l'apanage des lieux plus sombres, plus mystérieux, donc plus sacrés ;
- le chapiteau composite. Apparu principalement pendant la période ptolémaïque, il se compose de différents éléments d'origine différente. D'une très grande diversité, il permet à certaines salles hypostyles de posséder des chapiteaux tous différents.

Les bâtiments non encore terminés qui sont parvenus parmi nous nous permettent d'affirmer qu'une colonne était tout d'abord dégrossie et son chapiteau esquissé avant que les tailleurs plus expérimentés ne viennent effectuer un travail de précision.

Colonnes et chapiteaux
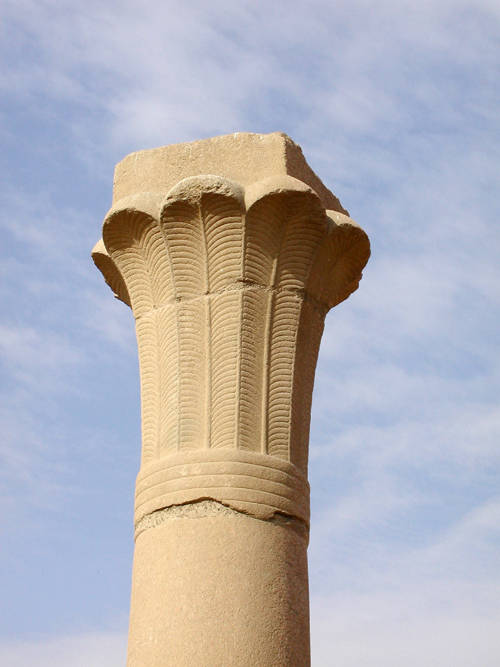
Colonne palmiforme à chapiteau ouvert. Temple funéraire de Sahourê. Ve dynastie égyptienne
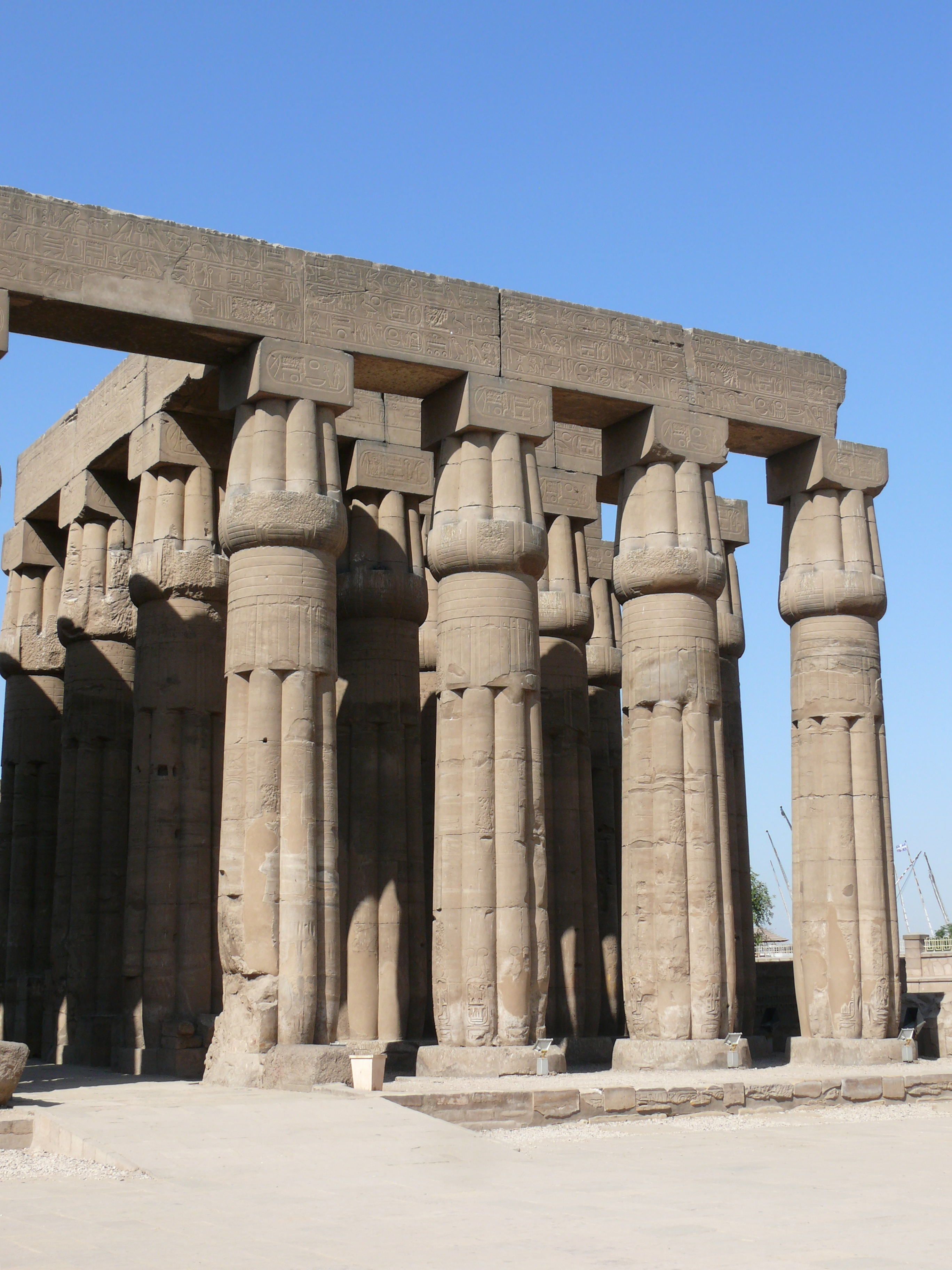
Colonnes papyriformes à chapiteau fermé. Louxor, 2e cour du temple d'Amon. 18e dyn. Amenhotep III
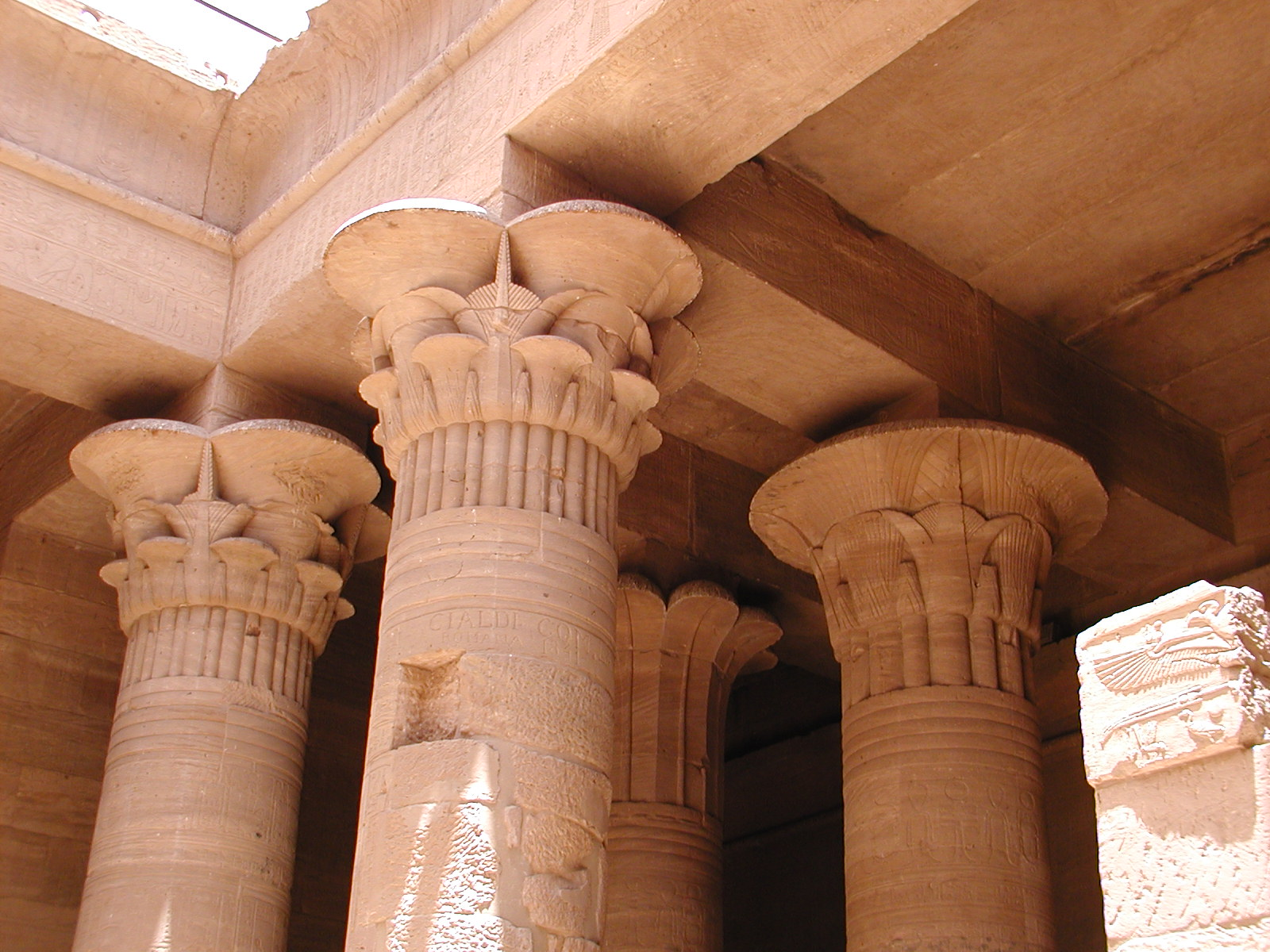
Chapiteaux papyriforme ouverts. Temple d'Isis (Philæ). souverains lagides (dynastie hellénistique, 332-30 AEC)
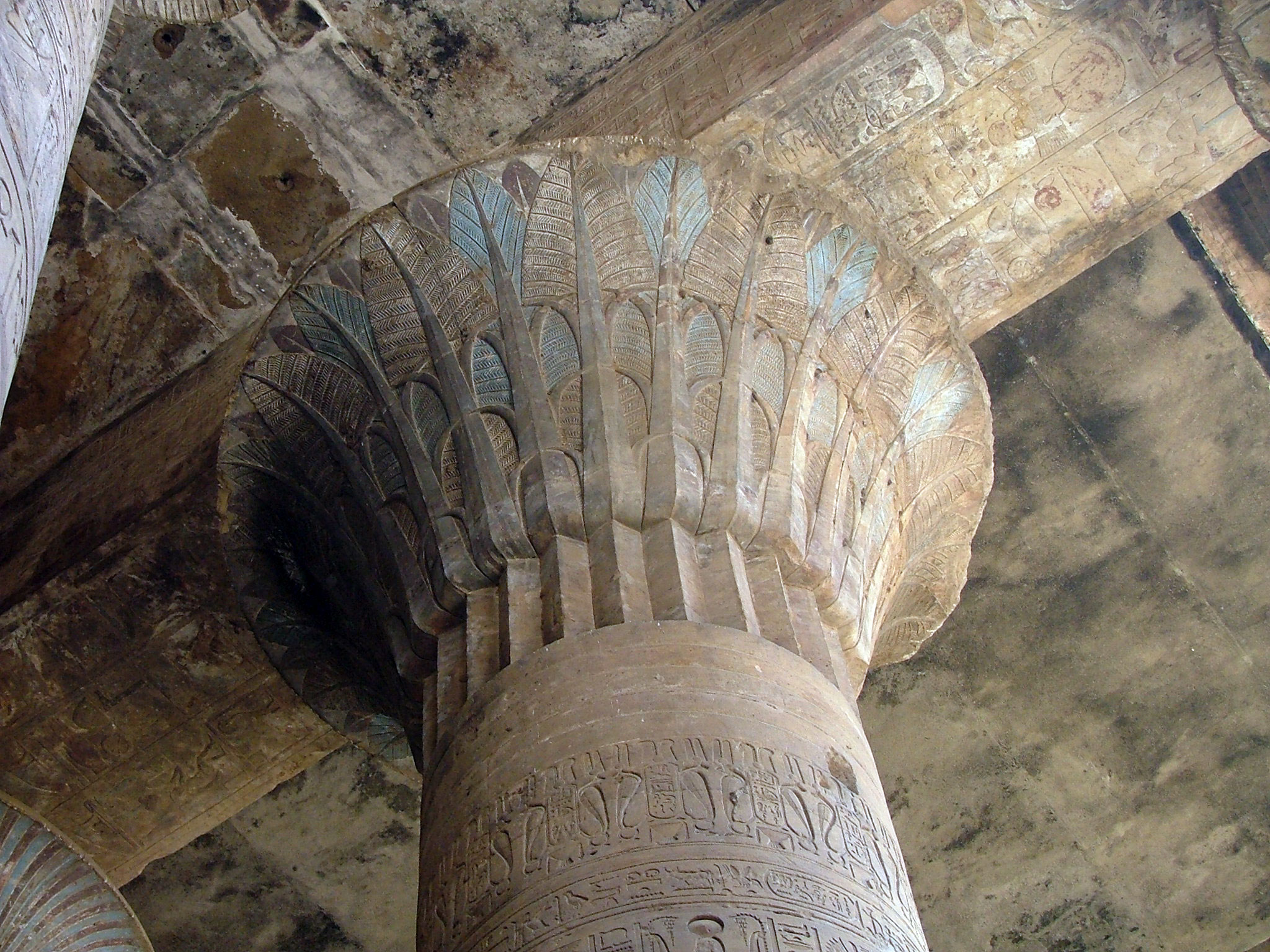
Chapiteau lotiforme Temple d'Horus (Edfou). XXXe dynastie 380-362 AEC
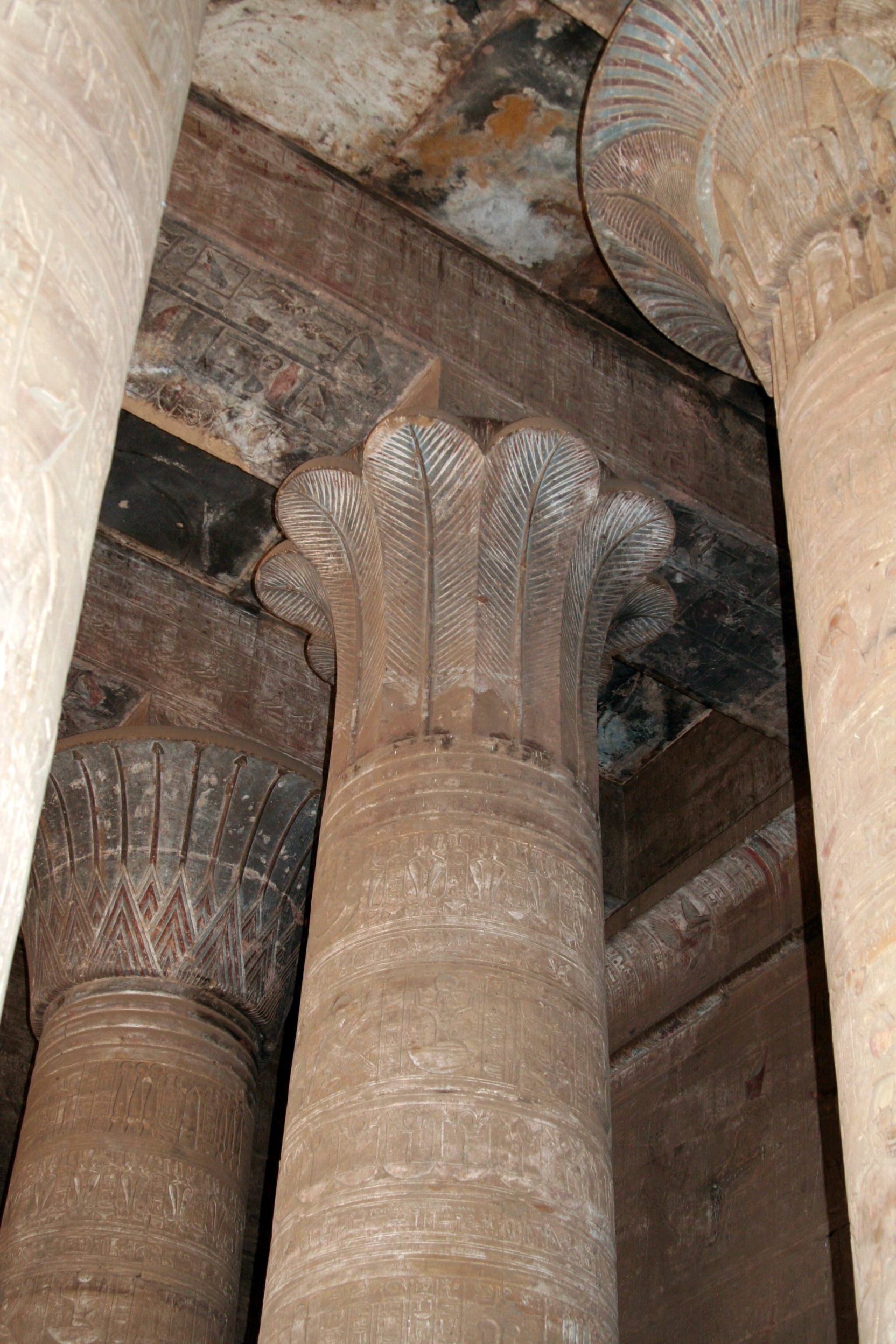
Colonne palmiforme à chapiteau ouvert. Temple d'Horus (Edfou)
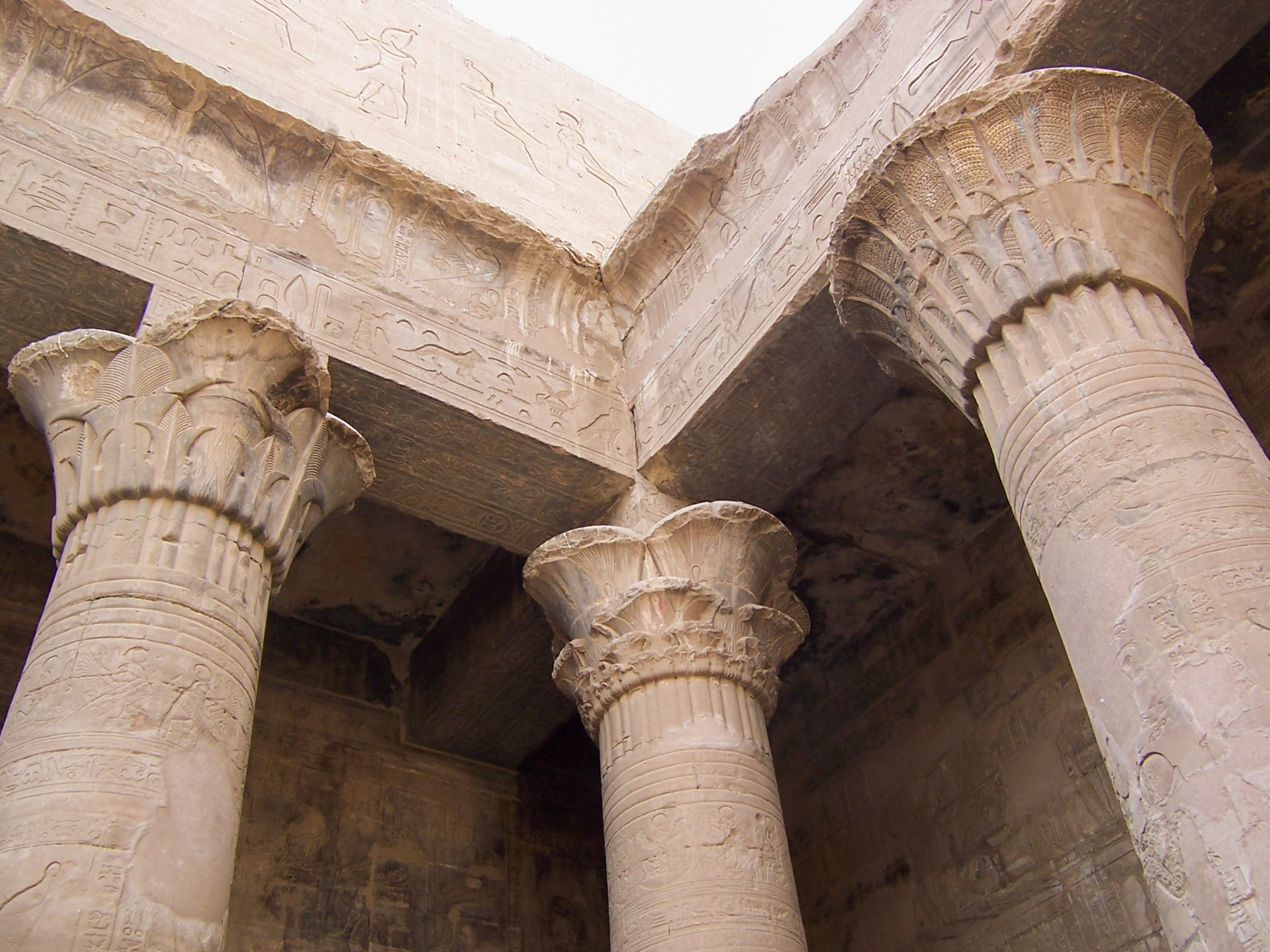
Chapiteaux composites. Temple d'Horus (Edfou)],  237-57 AEC dynastie lagide, époque ptolémaïque.

#### Piliers

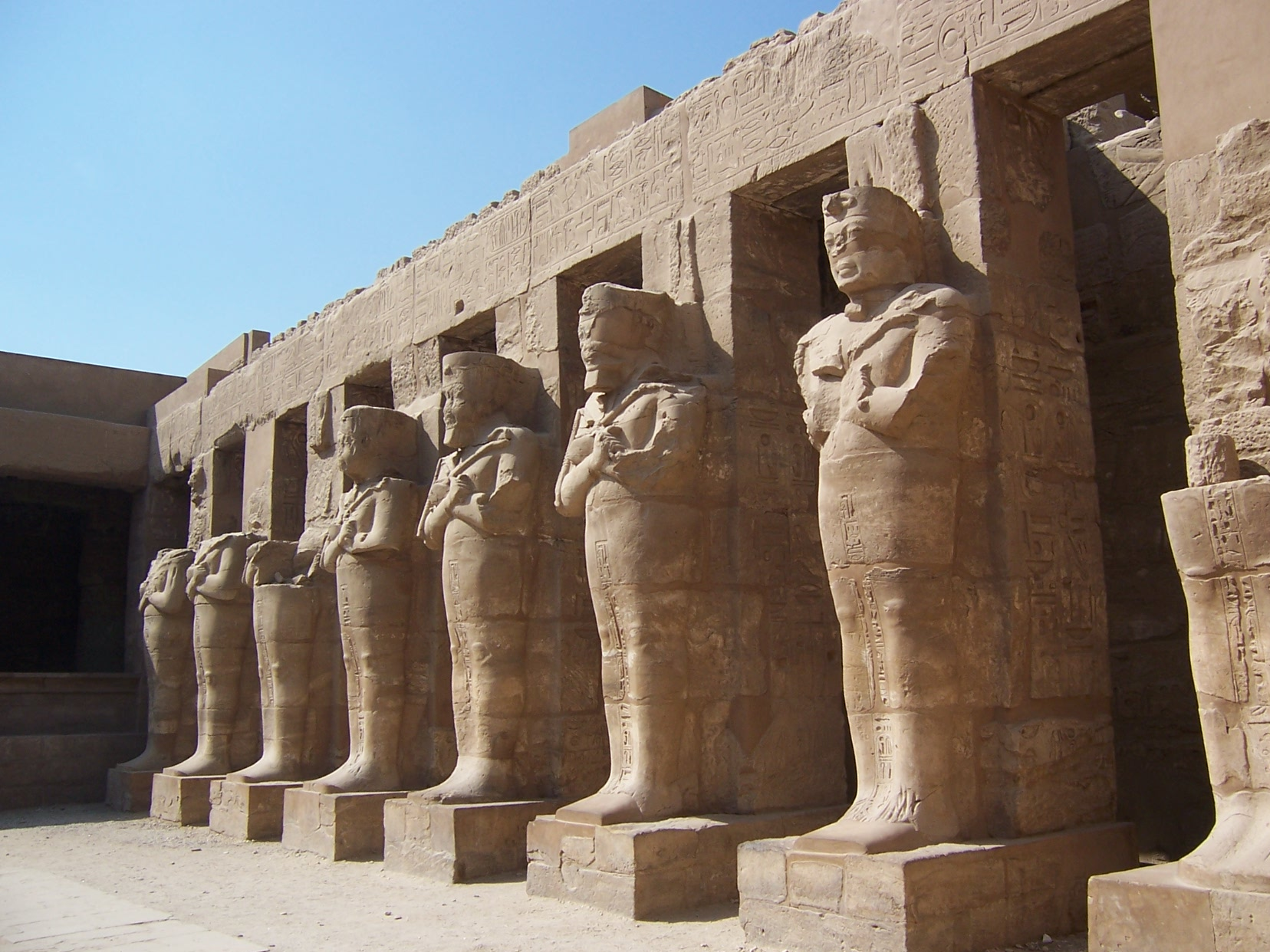
Piliers osiriaques à Karnak

D'un aspect plus sobre, mais également bien plus associé au registre funéraire, le pilier est un élément à base carrée utilisé par les Égyptiens dès l'Ancien Empire et dont l'usage tend à disparaître à l'époque ptolémaïque. 
Propice par ses faces planes à l'écriture et à la gravure de scènes, le pilier est bien souvent un élément important de l'iconographie d'un monument. 
On distingue plusieurs types de piliers : 
- le pilier simple, de forme oblongue ;
- le pilier osiriaque, dont une des faces est couverte par une statue du roi en Osiris ;
- le pilier hathorique présentant une tête de la déesse Hathor à son sommet.

Le pilier osiriaque, par la représentation d'Osiris qu'il adopte, est généralement plus associé à un contexte funéraire. On le trouve ainsi dans la cour du temple funéraire de Ramsès III à Médinet Habou. Les couronnes que portent ces statues sont également susceptibles de changer suivant leur orientation, comme c'est le cas dans la première salle hypostyle du temple d'Abou Simbel.